# Celina Jade

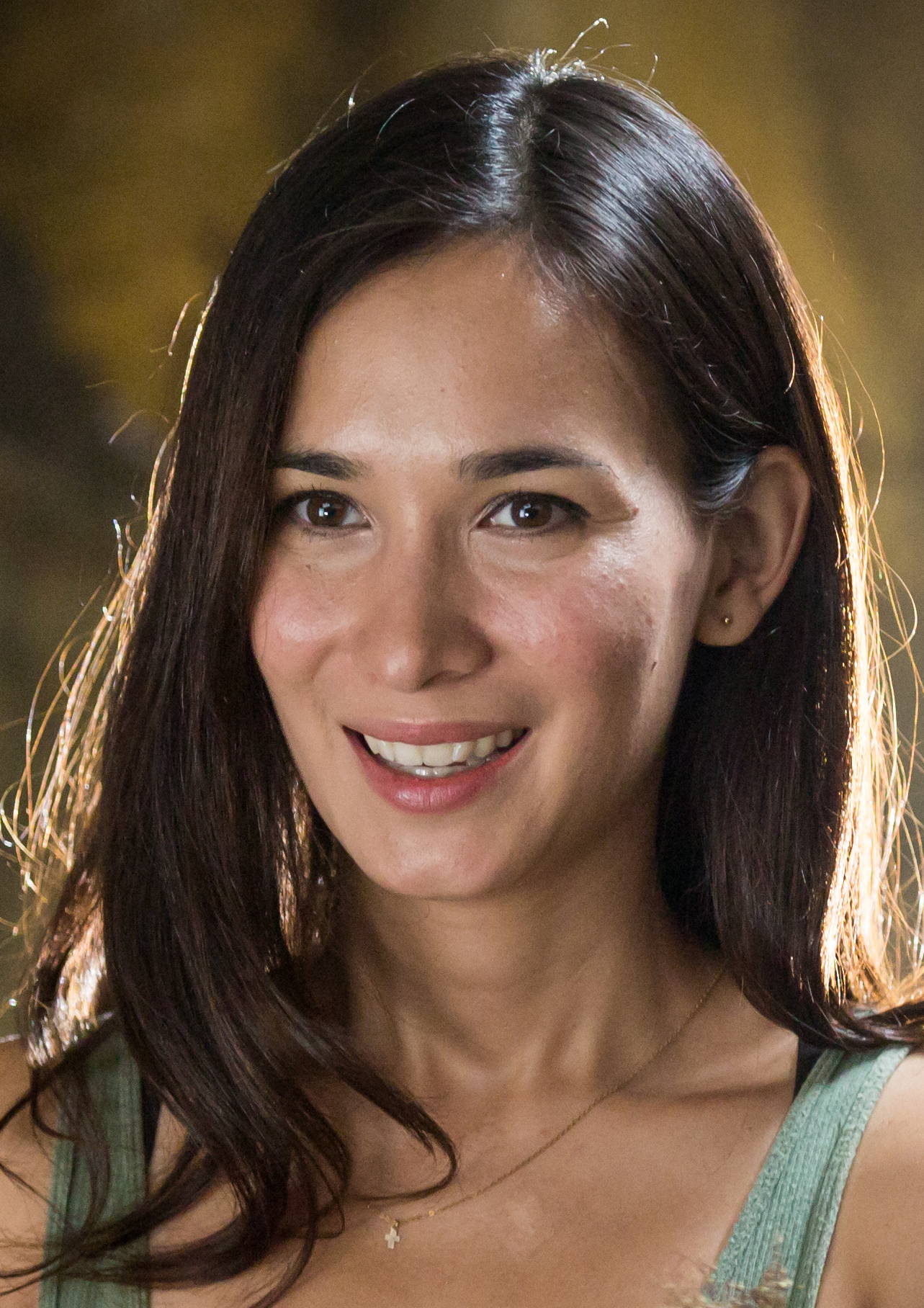
Celina Jade.

Celina Jade (盧靖姍,  LúJìngshān; * 10. Juni 1985 in Hongkong) ist eine chinesisch-amerikanische Schauspielerin, Model und Sängerin.

## Leben
Jade wurde als Tochter des US-amerikanischen Kungfu-Stars Roy Horan und einer chinesischen Mutter in Hongkong geboren.

## Karriere
Jade spielte 2008 die Hauptrolle in ihrem ersten Film, Legendary Assassin. Sie war auch in Love Connected und All's Well Ends Well, in TV-Shows wie Dolce Vita, Jade Solid Gold und bei regelmäßigen Auftritten in TV-Kanälen in China einschließlich CCTV, Hunan TV und CETV zu sehen. Anschließend fasste sie Fuß mit ihrer ersten Rolle in einem US-Film, nämlich The Man with the Iron Fists (2012), Erstlingswerk von Robert Diggs als Filmregisseur. Im selben Jahr lieh sie ihre Stimme einer Figur in dem Square Enix Spiel Sleeping Dogs. Außerdem begann sie mit der Verfilmung der Internet-Serie Wish Upon a Star, als Hauptdarstellerin neben dem asiatischen Superstar Peter Ho. Zeitlich fiel dies zusammen mit ihrer ersten Rolle in der Serie des The CW namens Arrow, wo sie die wiederkehrende Rolle von Shado spielte. Sie trat in 18 Episoden der ersten beiden Staffeln auf; in der dritten Staffel war sie in zwei Episoden als Shados Zwillingsschwester Mei zu sehen.

## Karriere als Sängerin
Mit 14 Jahren gewann Jade einen asiatischen Wettbewerb, der zu einem Vertrag mit dem japanischen Produzenten Tetsuya Komuro führte. Gemeinsam brachten sie zwei EPs heraus, Good News Bad News und Kwong Ying Zi Gan. Im Juli 2000 trat sie neben Namie Amuro beim G8-Gipfel in Okinawa vor den Weltpolitikern auf. Im Alter von 15 Jahren hatte sie ihren ersten Nr. 1 Hit mit dem Lied "Kwong Ying Zi Gan" in Taiwan. Seitdem hat sie in vielen Werbekampagnen für Marks & Spencer, Cathay Pacific, Motorola and Ponds weltweit mitgespielt.
2007 unterzeichnete Jade einen Vertrag mit dem Musik-Mogul Paco Wong (EMI). Sie hat auch den Titelsong zu Legendary Assassin "Ceng Jing Xin Teng" gesungen, der live bei TV- und Radiosendern in ganz Asien aufgeführt wurde. 2009 verließ sie Golden Typhoon (EMI) und unterschrieb bei Terry McBride, CEO der Nettwerk Music Group. Ende 2012 brachte Jade im Selbstvertrieb ihr erstes selbst geschriebenes Album über das Internet heraus.

## Filmografie (Auswahl)

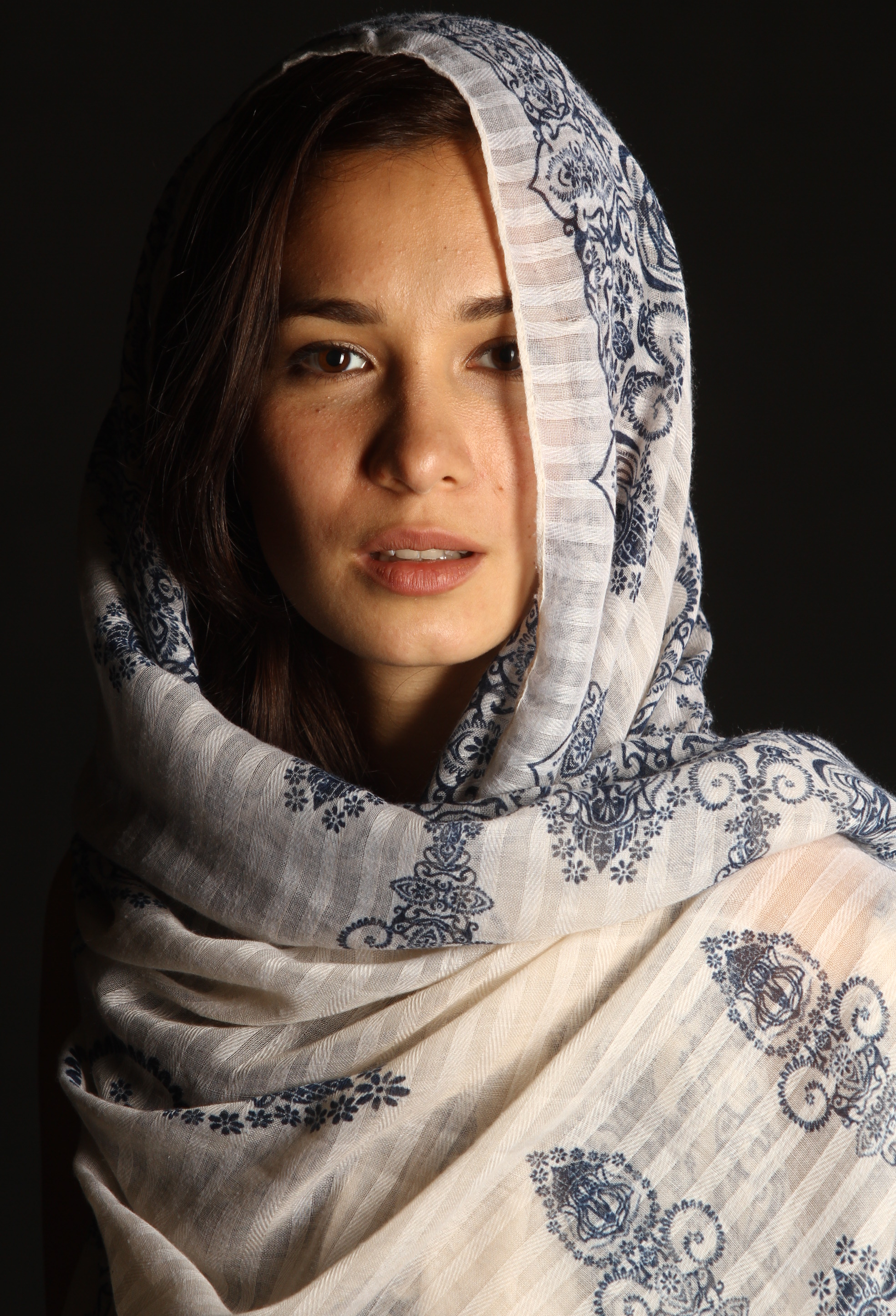
Jade (2014)

### Film
- 2008: Legendary Assassin (Long nga)
- 2009: All’s Well, Ends Well 2009 (Ga yau hei si 2009)
- 2009: Love Connected (Bo chi oi nei)
- 2012: The Man with the Iron Fists
- 2012: Zombie Guillotines (Kurzfilm)
- 2012: I See You (Kurzfilm)
- 2013: Tomorrow Comes Today (Ni de jintian he wo de mingtian)
- 2015: Skin Trade
- 2017: Wolf Warrior 2 (Zhan lang II)
- 2017: April Flowers
- 2018: Hello, Mrs. Money
- 2019: Triple Threat

### Fernsehserien
- 2011: Wish Upon a Star (Xing Yuan Tong Xing)
- 2012: Mister French Taste (eine Folge)
- 2013–2017: Arrow (22 Folgen)
- 2015: Blue Bloods – Crime Scene New York (Blue Bloods, eine Folge)
- 2015: Mei

### Videospiele
- 2012: Sleeping Dogs
- 2012: Nightmare in North Point